# Rebeca Fernández
Rebeca Melissa Fernández Valiente (1 de diciembre de 1991, Paraguay) es una futbolista paraguaya que juega de delantera en Universidad de Chile de la Primera División de fútbol femenino de Chile.

## Carrera

### Inicios en Cerro Porteño y paso por Everton
Comenzó su formación como futbolista en Cerro Porteño, club al cual llegó en 2002, cuando tenía 11 años. En 2011 ficha por Everton en donde anota varios goles, dos de éstos a Colo-Colo en la final del Clausura 2011 Femenino.
Vuelve a Cerro Porteño en 2012, en su última temporada anotó su primeros goles por Copa Libertadores.

### Santiago Wanderers
En 2013 vuelve a Chile para jugar por Santiago Wanderers, en el cual jugó por 7 años y logró un vicecampeonato en 2013.
Durante su paso por el club "caturro", estudió Ingeniería en Prevención de Riesgos en la Universidad de Viña del Mar.
En su última temporada en Santiago Wanderers, fue la goleadora del equipo con 4 goles.

### Universidad de Chile
A principios de 2021, tras buenas campañas históricas en Santiago Wanderers, ficha por Universidad de Chile.
Debuta en la U por Copa Libertadores ante Peñarol, entrando en el segundo tiempo de ese partido. Anotaría por primera vez con la camiseta azul en el siguiente partido de la copa, anotando el quinto gol contra Libertad-Limpeño en la victoria azul por 5-0.
Por el torneo nacional, debuta en la fecha 3 contra Universidad Católica, debut en el cual anotó por primera vez por el torneo local con la camiseta azul.

## Selección nacional
Fue convocada por primera vez en 2008, para la Copa Mundial Femenina de Fútbol Sub-17 de ese año.
También participó en la Copa América Femenina 2014, en la cual jugó en los 4 partidos de la Selección de Paraguay y anotó 4 goles, todos a la Selección de Bolivia.

#### Goles internacionales
| N.º | Fecha                    | Sede                                               | Rival      | Marcador | Resultado | Competición                |
| --- | ------------------------ | -------------------------------------------------- | ---------- | -------- | --------- | -------------------------- |
| 1   | 18 de septiembre de 2014 | Estadio Alejandro Serrano Aguilar, Cuenca, Ecuador | Bolivia    | 1–0      | 10–2      | Copa América Femenina 2014 |
| 2   | 18 de septiembre de 2014 | Estadio Alejandro Serrano Aguilar, Cuenca, Ecuador | Bolivia    | 6–1      | 10–2      | Copa América Femenina 2014 |
| 3   | 18 de septiembre de 2014 | Estadio Alejandro Serrano Aguilar, Cuenca, Ecuador | Bolivia    | 7–1      | 10–2      | Copa América Femenina 2014 |
| 4   | 18 de septiembre de 2014 | Estadio Alejandro Serrano Aguilar, Cuenca, Ecuador | Bolivia    | 10–2     | 10–2      | Copa América Femenina 2014 |
| 5   | 23 de octubre de 2023    | Estadio Sausalito, Viña del Mar, Chile             | Jamaica    | 3–0      | 10-0      | Juegos Panamericanos 2023  |
| 6   | 28 de octubre de 2023    | Estadio Sausalito, Viña del Mar, Chile             | México     | 1–0      | 1–4       | Juegos Panamericanos 2023  |
| 7   | 31 de octubre de 2023    | Estadio Sausalito, Viña del Mar, Chile             | Costa Rica | 1–1      | 3–1       | Juegos Panamericanos 2023  |
| 8   | 31 de octubre de 2023    | Estadio Sausalito, Viña del Mar, Chile             | Costa Rica | 3–1      | 3–1       | Juegos Panamericanos 2023  |
| 9   | 3 de marzo de 2024       | BMO Stadium, Los Ángeles, Estados Unidos           | México     | 3–2      | 3-2       | Copa Oro 2024              |

## Clubes

### Categorías juveniles
| Club          | País     | Año         |
| ------------- | -------- | ----------- |
| Cerro Porteño | Paraguay | 2002 - 2007 |

### Adulta
| Club                 | País     | Año         |
| -------------------- | -------- | ----------- |
| Cerro Porteño        | Paraguay | 2007 – 2010 |
| Everton              | Chile    | 2011        |
| Cerro Porteño        | Paraguay | 2012 - 2013 |
| Santiago Wanderers   | Chile    | 2013 – 2020 |
| Universidad de Chile | Chile    | 2021 – 2024 |

## Palmarés

### Títulos nacionales
| Título              | Club                 | País  | Año  |
| ------------------- | -------------------- | ----- | ---- |
| Campeonato Nacional | Universidad de Chile | Chile | 2021 |